# Neerlinter
Neerlinter – dzielnica (deelgemeente) gminy Linter w Belgii, w Regionie Flamandzkim, w prowincji Brabancja Flamandzka, w okręgu Leuven. 1 stycznia 2020 roku liczyła 1585 mieszkańców. Do 31 grudnia 1970 samodzielna gmina.  

## Demografia
Liczba mieszkańców, stan na 1 stycznia:
| Rok                | 1930 | 1970 | 2020 |
| ------------------ | ---- | ---- | ---- |
| Liczba mieszkańców | 1306 | 1410 | 1585 |